# 斯塔姆平格朗德 (肯塔基州)
斯塔姆平格朗德（英語：Stamping Ground）是一個位於美國肯塔基州斯科特縣的城市。

## 地方資料
根據2020年美國人口普查的數據，斯塔姆平格朗德的面積為1.54平方千米，當中陸地面積為1.52平方千米，而水域面積為0.02平方千米。當地共有人口780人，而人口密度為每平方千米506.49人。